# Derzsi András
Derzsi András (Kolozsvár, 1945. május 23. –) magyar politikus (MSZMP), a Németh-kormány közlekedési, hírközlési és építésügyi minisztere.

## Életpályája
Családjával együtt 1949-ben költözött Budapestre. A Műszaki Egyetemen építőmérnöki diplomát szerzett. 1983-ben lett Budapest közlekedési főigazgatója. 1989. január 1. és 1990. május 23. között a Németh-kormány közlekedési, hírközlési és építésügyi minisztere volt.
Az ő időszakában merült fel először javaslat formájában az autópályadíj fizetése Magyarországon.
2009-ben a MÁV Zrt. igazgatóságának tagja lett; kinevezése 2012. december 31-ig szólt.